# Harry Potter (serie di film)

Logo della serie

Harry Potter è una saga cinematografica fantasy basata sull'omonima saga letteraria di J. K. Rowling. Distribuita dalla Warner Bros., è composta da otto lungometraggi usciti nell'arco del primo decennio del XXI secolo, da La pietra filosofale (2001) a I Doni della Morte - Parte 2 (2011). È terza tra le saghe con il maggior incasso di tutti i tempi con 7,7 miliardi di dollari.
La saga è stata prodotta da David Heyman e vede gli attori Daniel Radcliffe, Rupert Grint ed Emma Watson nei ruoli dei tre protagonisti Harry Potter, Ron Weasley ed Hermione Granger. Quattro sono i registi che hanno lavorato ai film: Chris Columbus ha diretto il primo e il secondo, Alfonso Cuarón il terzo, Mike Newell il quarto e David Yates gli ultimi quattro. Il settimo e ultimo capitolo è stato diviso in due pellicole, prima e seconda parte.

## Film
| Film                                        | Data di uscita USA | Regia          | Sceneggiatura      | Produttori                                   | Compositore       | Romanzo di J. K. Rowling                 |
| ------------------------------------------- | ------------------ | -------------- | ------------------ | -------------------------------------------- | ----------------- | ---------------------------------------- |
| Harry Potter e la pietra filosofale         | 16 novembre 2001   | Chris Columbus | Steve Kloves       | David Heyman                                 | John Williams     | Harry Potter e la pietra filosofale      |
| Harry Potter e la camera dei segreti        | 15 novembre 2002   | Chris Columbus | Steve Kloves       | David Heyman                                 | John Williams     | Harry Potter e la camera dei segreti     |
| Harry Potter e il prigioniero di Azkaban    | 4 giugno 2004      | Alfonso Cuarón | Steve Kloves       | David Heyman, Chris Columbus, Mark Radcliffe | John Williams     | Harry Potter e il prigioniero di Azkaban |
| Harry Potter e il calice di fuoco           | 18 novembre 2005   | Mike Newell    | Steve Kloves       | David Heyman                                 | Patrick Doyle     | Harry Potter e il calice di fuoco        |
| Harry Potter e l'Ordine della Fenice        | 11 luglio 2007     | David Yates    | Michael Goldenberg | David Heyman, David Barron                   | Nicholas Hooper   | Harry Potter e l'Ordine della Fenice     |
| Harry Potter e il principe mezzosangue      | 15 luglio 2009     | David Yates    | Steve Kloves       | David Heyman, David Barron                   | Nicholas Hooper   | Harry Potter e il principe mezzosangue   |
| Harry Potter e i Doni della Morte - Parte 1 | 19 novembre 2010   | David Yates    | Steve Kloves       | David Heyman, David Barron, J. K. Rowling    | Alexandre Desplat | Harry Potter e i Doni della Morte        |
| Harry Potter e i Doni della Morte - Parte 2 | 15 luglio 2011     | David Yates    | Steve Kloves       | David Heyman, David Barron, J. K. Rowling    | Alexandre Desplat | Harry Potter e i Doni della Morte        |

### Harry Potter e la pietra filosofale(2001)

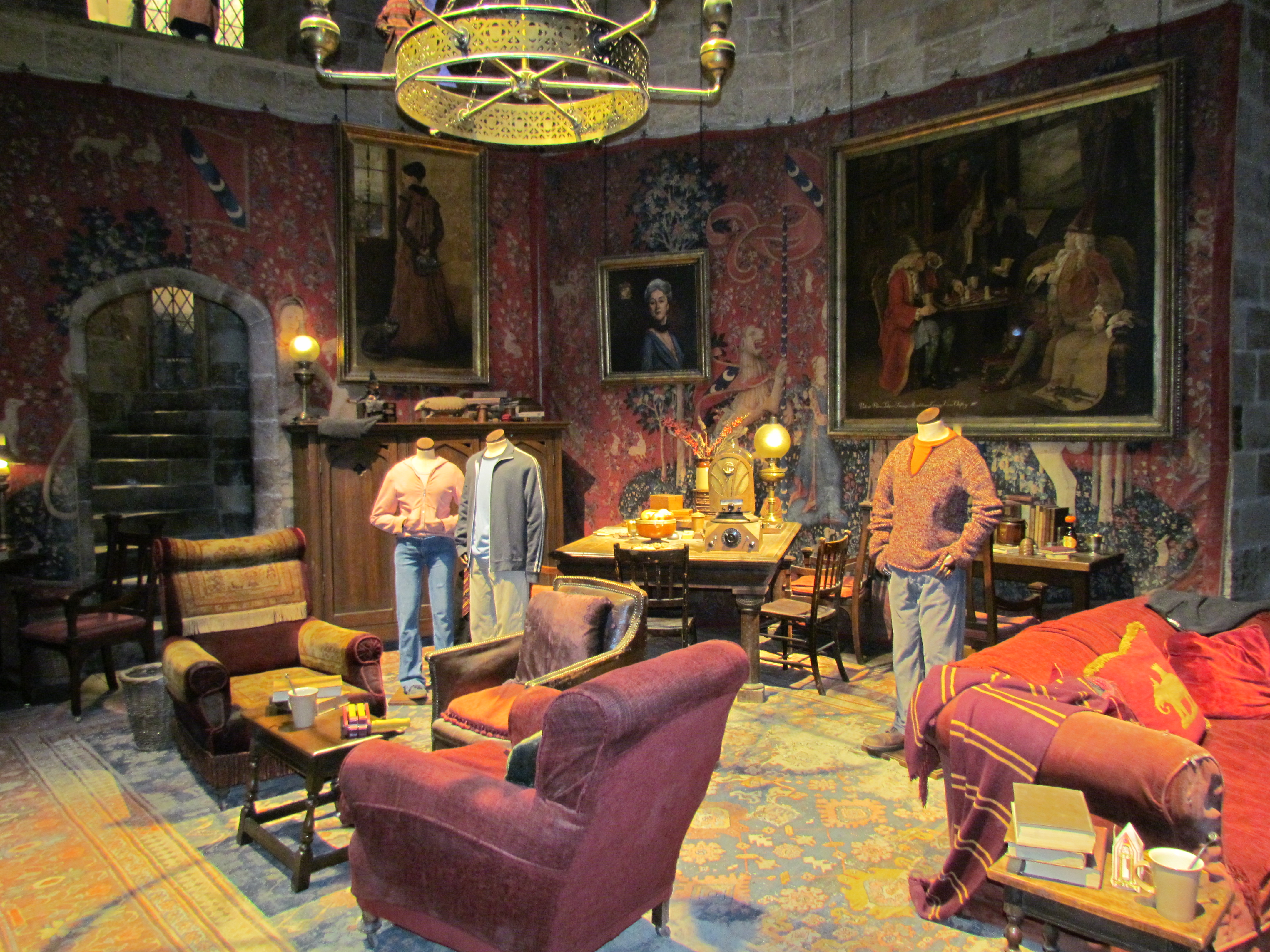
La sala comune dei Grifondoro è stata introdotta nel primo film

A undici anni, il giovane mago Harry Potter viene a conoscenza della sua natura; il suo destino è quello di salvare il mondo dal mago oscuro Lord Voldemort, che aveva cercato di uccidere lui in fasce senza successo diventando un fantasma privo di poteri magici e costretto a vivere alle spese degli altri, e che era stato anche l'esecutore dell'uccisione dei genitori del ragazzo. Harry comincia a frequentare la mirabolante scuola di magia e stregoneria di Hogwarts, facendo amicizia con due suoi coetanei. Scopre che all'interno della scuola è custodita la pietra filosofale, e che Voldemort è intenzionato a rubarla per tornare in possesso del suo corpo e dei suoi poteri, servendosi di uno dei professori del plesso, non potendo farlo lui da solo. Il maghetto decide con i suoi due amici di scoprire quale degli insegnanti sia il servo del signore oscuro e scenderà nel luogo in cui è custodita la pietra rischiando la vita con coraggio.

### Harry Potter e la camera dei segreti(2002)
Harry e i suoi amici tornano a Hogwarts per il loro secondo anno e scoprono che questa volta è la camera dei segreti a minacciare la scuola. Harry procede con delle indagini disposto a tutto pur di sabotare il secondo tentativo di Voldemort di tornare in vita.

### Harry Potter e il prigioniero di Azkaban(2004)
Il terzo anno a Hogwarts vede il maghetto in pericolo di vita quando il pericoloso assassino Sirius Black lo vuole morto. Il professor R.J.Lupin è il loro insegnante di difesa contro le arti oscure. Harry trascorre il suo terzo anno con terrore, ma anche con rabbia, ignaro di chi si nasconde veramente dietro quello che tutti pensano essere un servo di Lord Voldemort e un pericoloso assassino, e se Harry continua a covare rabbia, una rivelazione inaspettata farà crollare le sue certezze.

### Harry Potter e il calice di fuoco(2005)

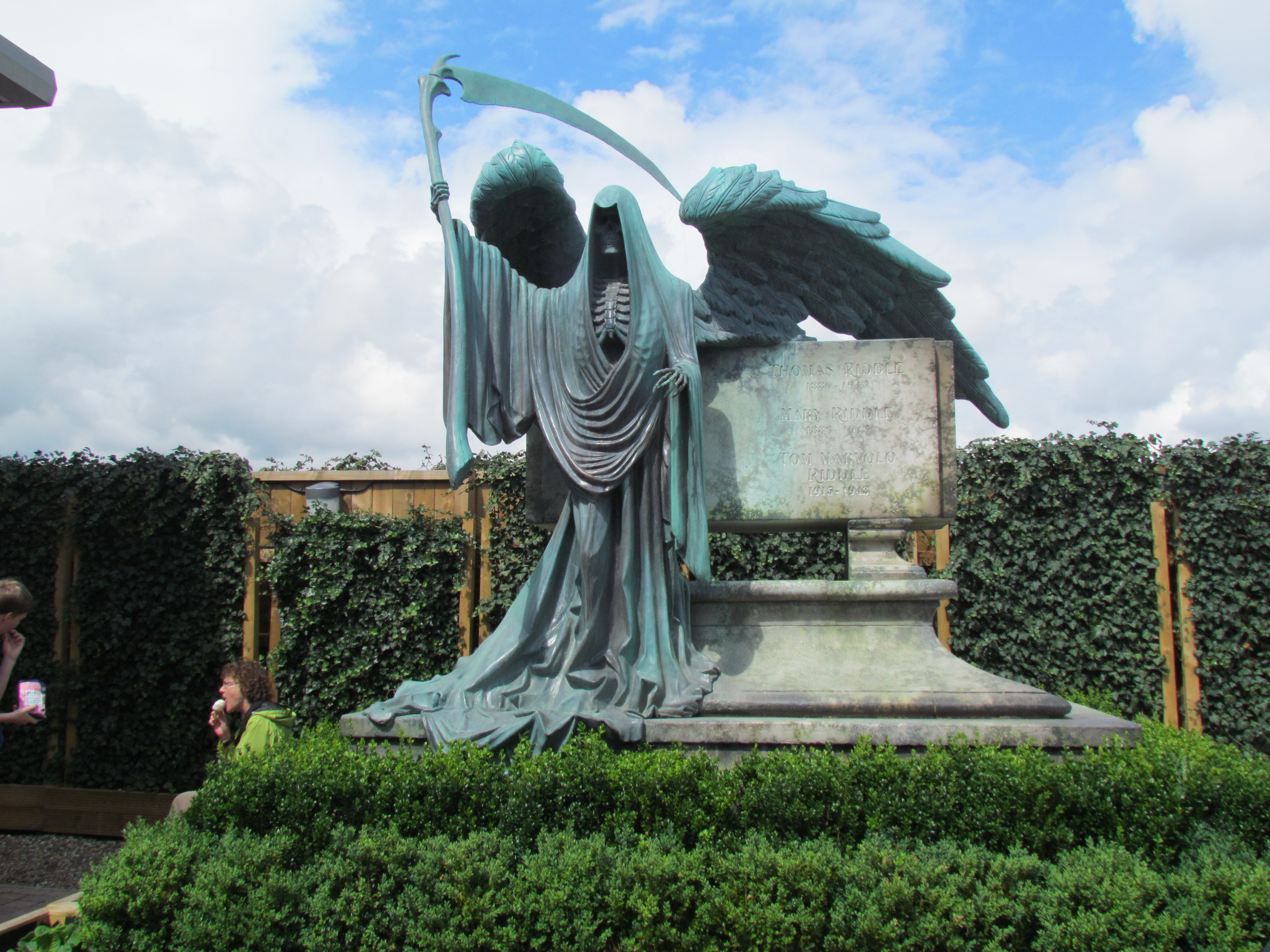
La tomba dei Riddle dalla scena della rinascita di Lord Voldemort nel quarto film

Durante il suo quarto anno a Hogwarts, Harry si ritrova iscritto a un pericolosissimo torneo unico nella vita, il tutto per scoprire che in fondo alle prove lo attende la morsa del signore oscuro Lord Voldemort, finalmente tornato in sembianze umane e con i suoi poteri, deciso a uccidere Harry una volta per tutte.

### Harry Potter e l'Ordine della Fenice(2007)
Durante il quinto anno di Harry Potter a Hogwarts, quando Lord Voldemort sta rimettendo insieme i pezzi del suo regno di terrore al fine di uccidere Harry e dominare il mondo intero, il maghetto si mette contro il ministero della magia che cospira contro di lui e mette insieme sotto la protezione del preside della scuola, Silente, che aveva vegliato su Harry sin dalla nascita del ragazzo, un esercito di maghi e streghe per combattere la nuova ascesa del signore oscuro.

### Harry Potter e il principe mezzosangue(2009)
Nel sesto anno di Harry a Hogwarts, Lord Voldemort e i suoi Mangiamorte stanno facendo crescere il terrore in maghi e Babbani. Albus Silente convince il suo vecchio amico Horace Lumacorno a tornare a Hogwarts come insegnante di pozioni. C'è una ragione più importante, tuttavia, per il ritorno di Lumacorno. A una lezione di Pozioni Harry entra in possesso di un libro di testo scolastico stranamente annotato, su cui è scritto "Questo libro è di proprietà del Principe Mezzosangue" che si rivela estremamente utile ai suoi studi. Draco Malfoy intanto si sforza di adempiere a una missione a lui richiesta da Voldemort: uccidere Silente.
Nel frattempo quest'ultimo e Harry segretamente lavorano insieme per scoprire il metodo con cui distruggere il Signore Oscuro una volta per tutte.

### Harry Potter e i Doni della Morte – Parte 1(2010)

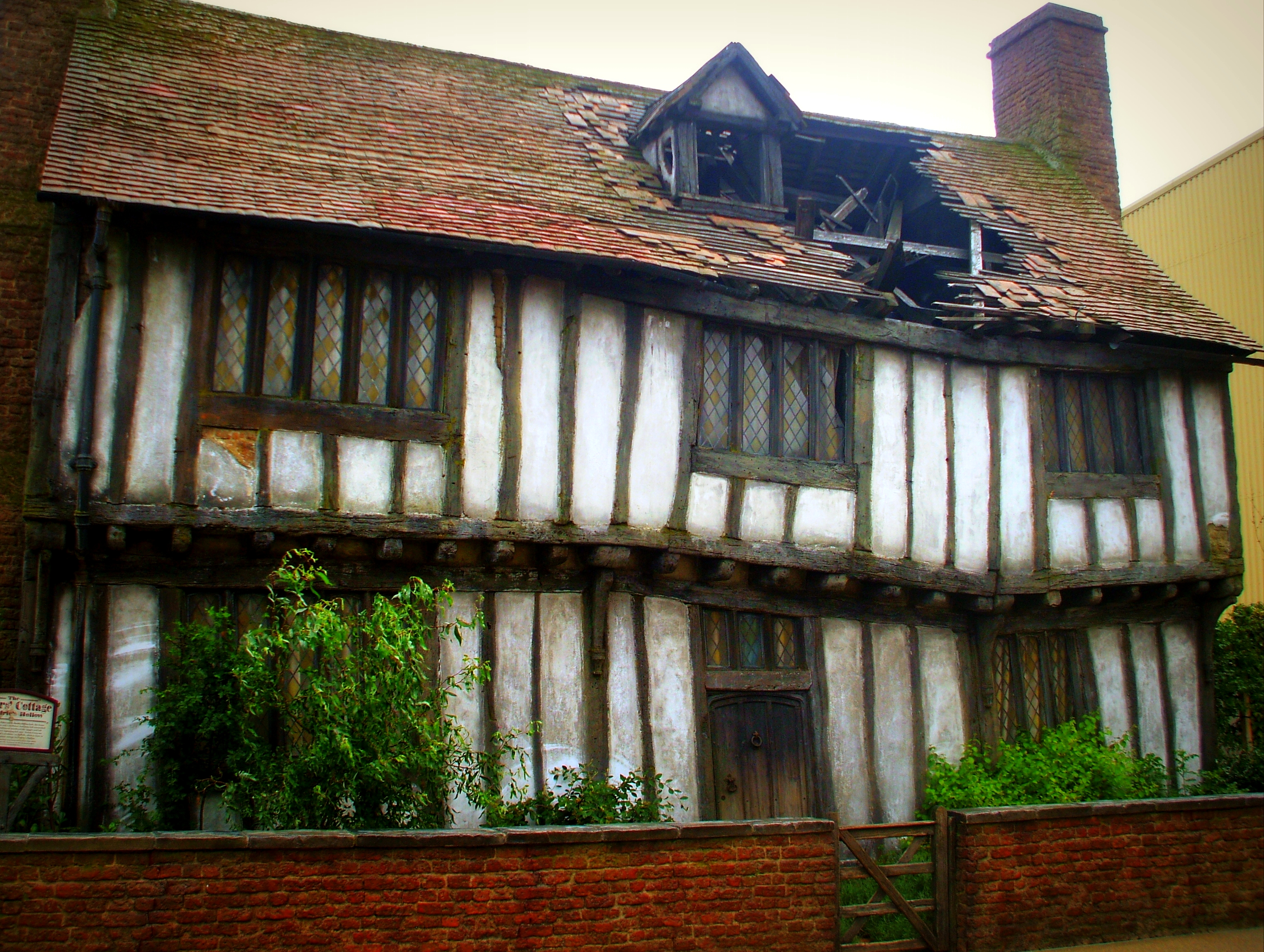
La casa dei Potter nel film finale

Dopo gli eventi imprevisti alla fine del precedente episodio a Harry, Ron e Hermione è affidata la missione di trovare e distruggere il segreto dell'immortalità di Lord Voldemort - gli Horcrux. Dovrebbe essere il loro ultimo anno a Hogwarts, ma il crollo del Ministero della Magia e l'ascesa di Voldemort al potere impediscono loro di frequentare le lezioni. Il trio affronta una lunga avventura con molti ostacoli tra Mangiamorte e Ghermidori. Nella ricerca dei misteriosi Doni della Morte il collegamento di Harry con la mente del Signore Oscuro diventa sempre più forte.

### Harry Potter e i Doni della Morte – Parte 2(2011)
Dopo avere distrutto un Horcrux e scoperto il significato dei tre Doni della Morte, Harry, Ron e Hermione continuano a cercare gli altri Horcrux, nel tentativo di distruggere Voldemort, che ora ha ottenuto la Bacchetta di Sambuco. Il Signore Oscuro scopre la ricerca che Harry e i suoi amici hanno iniziato e lancia un attacco alla scuola di Hogwarts, dove il trio, gli allievi e tutti gli insegnanti mettono in atto un'ultima resistenza contro le forze oscure e alla fine il bene trionfa sul male, con la morte di Voldemort.

## Svolgimento

### Origini

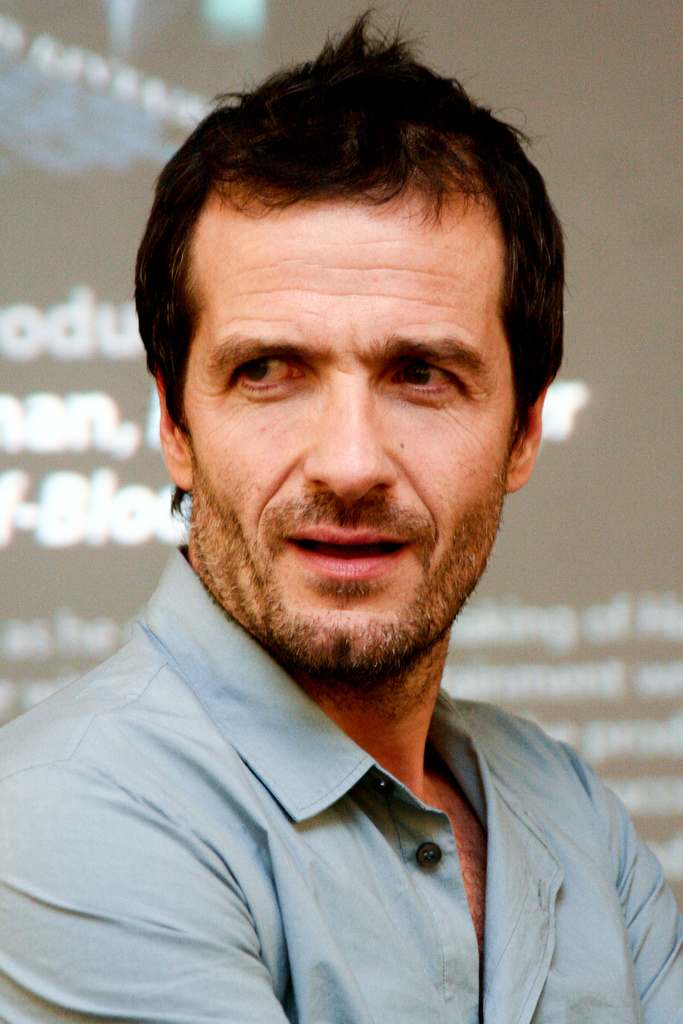
David Heyman ha prodotto tutti gli otto film della serie

Verso la fine del 1997, il produttore David Heyman ricevette presso i suoi uffici di Londra una copia di Harry Potter e la pietra filosofale, primo libro di quella che sarebbe diventata la serie di sette romanzi di Harry Potter. Questo fu inizialmente classificato a una bassa priorità a causa del "titolo spazzatura", fino a quando un segretario lo lesse e lo diede a Heyman con una recensione positiva. Il produttore rimase molto impressionato dal lavoro della Rowling, così iniziò il processo che ha portato a uno dei franchise cinematografici di maggior successo di tutti i tempi.
L'entusiasmo di Heyman ha portato, nel 1999, alla vendita da parte della Rowling dei diritti cinematografici per i primi quattro libri di Harry Potter alla Warner Bros. per un valore di 1 milione di sterline (2 milioni di dollari). Richiesta della Rowling fu che il cast principale fosse interamente britannico, consentendo tuttavia l'inserimento di molti attori irlandesi, come Richard Harris nel ruolo di Silente, e di attori francesi e dell'est Europa in Harry Potter e il calice di fuoco in cui i personaggi del libro sono indicati come tali. J. K. Rowling ha esitato a vendere i diritti perché "non voleva dare loro il controllo sul resto della storia", vendendo i diritti per i personaggi, che avrebbero permesso alla Warner Bros. di realizzare sequel non ufficiali.
Benché Steven Spielberg stesse negoziando per dirigere il film, alla fine declinò l'offerta. Spielberg stesso disse che voleva realizzare un film d'animazione con l'attore americano Haley Joel Osment come doppiatore di Harry Potter. Spielberg disse che, a suo parere, c'erano molte aspettative di profitto nel realizzare il film e che questo modo di fare soldi sarebbe stato come "sparare ad anatre in un barile. È come fare una schiacciata. È proprio come ritirare un miliardo di dollari e metterli nel proprio conto bancario. Non c'è nessuna sfida." La Rowling si mantenne estranea alla scelta del regista del film e disse che "tutti quelli che pensano che io abbia potuto (o voluto) porre il veto a Spielberg devono fare manutenzione alla loro Penna Prendiappunti". Dopo l'abbandono da parte di Spielberg iniziarono le trattative con altri registi, tra cui Chris Columbus, Terry Gilliam, Jonathan Demme, Mike Newell, Alan Parker, Wolfgang Petersen, Rob Reiner, Ivan Reitman, Tim Robbins, Brad Silberling, M. Night Shyamalan e Peter Weir. Petersen e Reiner si tirarono fuori dal progetto nel marzo del 2000, quindi la scelta si restrinse a Silberling, Columbus, Parker e Gilliam. A Terry Gilliam, sostenuto dalla Rowling, la Warner Bros. preferì Columbus, ritenuto più adatto visto il suo lavoro in altri film per famiglie come Mamma, ho perso l'aereo e Mrs. Doubtfire - Mammo per sempre.
Steve Kloves venne scelto per scrivere la sceneggiatura del film. Descrisse l'adattamento del libro come "difficile", non adattandosi bene all'adattamento come per i due libri successivi. Kloves ricevette spesso delle trame di libri da adattare a film da parte della Warner Bros., molte delle quali mai lette, ma Harry Potter gli balzò all'occhio. Acquistò una copia del libro e divenne un fan della serie. Parlando con la Warner Bros. affermò che il film doveva essere britannico così come i personaggi. Kloves era parecchio nervoso al primo incontro con la Rowling non volendo apparire come quello che avrebbe "distrutto la sua creatura"; la Rowling ammise che era "pronta a odiare questo Steve Kloves", ma ricorda il suo primo incontro con lui così: "La prima volta che lo incontrai mi disse, 'Sai quale è il mio personaggio preferito?' E pensai che fosse Ron. Sapevo che avrebbe detto Ron. Invece disse 'Hermione'. E rimasi di sasso." La Rowling poté avere un largo controllo creativo durante la produzione, fatto che non disturbò Columbus.
L'intenzione iniziale della Warner Bros. era di distribuire il film, in America, il weekend del 4 luglio 2001, creando così un tempo di produzione breve tale da costringere molti candidati registi a non prendere parte al progetto. A causa dei tempi stretti, tuttavia, il film venne poi distribuito nelle sale dal 16 novembre.

### Casting di Harry, Ron e Hermione

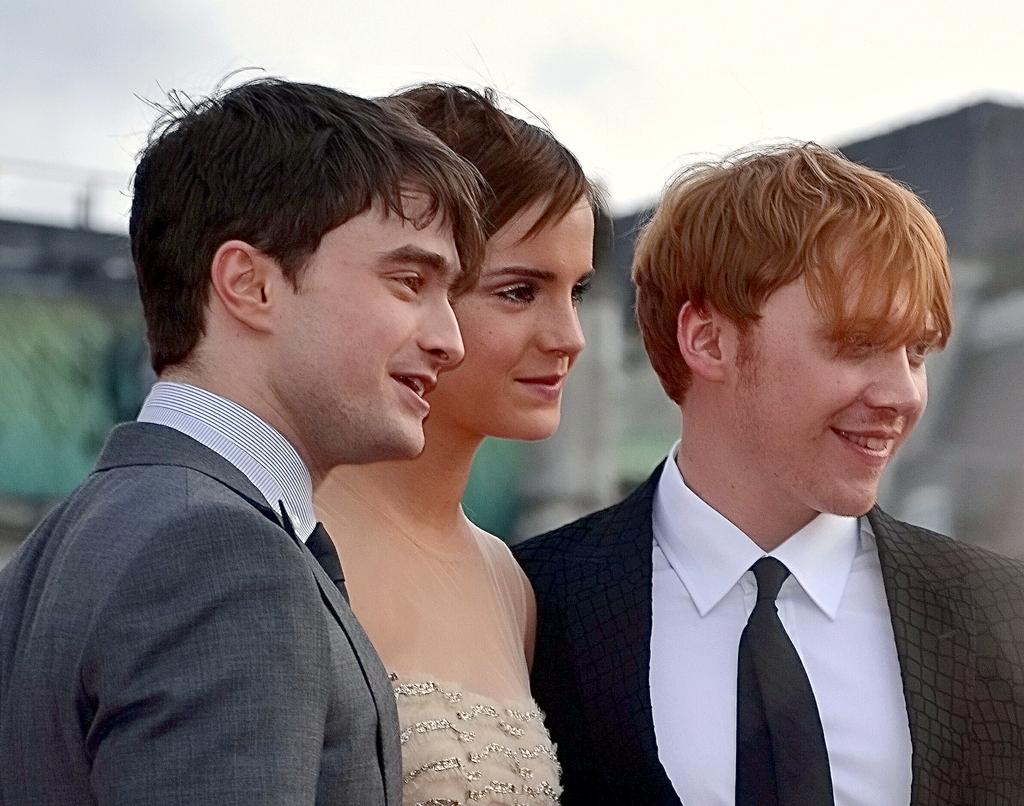
Daniel Radcliffe, Emma Watson, e Rupert Grint alla prima mondiale di Harry Potter e i doni della morte – Parte 2 a Trafalgar Square, Londra il 7 luglio 2011

Daniel Radcliffe, allora un bambino di 11 anni, venne scoperto dal produttore David Heyman e dallo sceneggiatore Steve Kloves seduto proprio dietro di loro in un teatro. Nelle parole di Heyman: "Seduto dietro di me c'era questo ragazzo con i grandi occhi azzurri. Era Dan Radcliffe. Ricordo le mie prime impressioni: era curioso e divertente e così energico. C'era anche vera generosità e dolcezza. Ma allo stesso tempo era davvero vorace e con fame di conoscenza di qualsiasi tipo".
Radcliffe aveva già avuto una piccola esperienza come attore: nel 1999, all’età di 10 anni, aveva preso parte alla produzione televisiva BBC David Copperfield, dall’omonimo romanzo di Charles Dickens, in cui ha interpretato il protagonista negli anni dell'infanzia. Heyman ha convinto i genitori di Radcliffe per consentire un'audizione per la parte di Harry Potter. Il bambino venne infine scelto nel marzo 2000, dopo sette mesi di provino. J. K. Rowling era entusiasta dopo la visualizzazione del provino di Radcliffe, dicendo che non pensava che ci fosse una scelta migliore per la parte di Harry Potter.
Sempre nell'estate del 2000 gli allora sconosciuti attori Emma Watson e Rupert Grint sono stati selezionati tra migliaia di audizioni per interpretare il ruolo di Hermione Granger e Ron Weasley. Prima di essere scelti, l'unica esperienza di recitazione dei due era in recite scolastiche. Nel momento in cui sono stati scritturati, Grint aveva undici anni e la Watson dieci.
Lo scrittore del Los Angeles Times Geoff Boucher ha aggiunto che la fusione dei tre ruoli principali "è particolarmente impressionante con il senno di poi. La scelta del trio è stata senza dubbio una delle migliori decisioni di show-business negli ultimi dieci anni... hanno mostrato grazia ammirevole e fermezza di fronte alle superstar teenager".

## Produzione

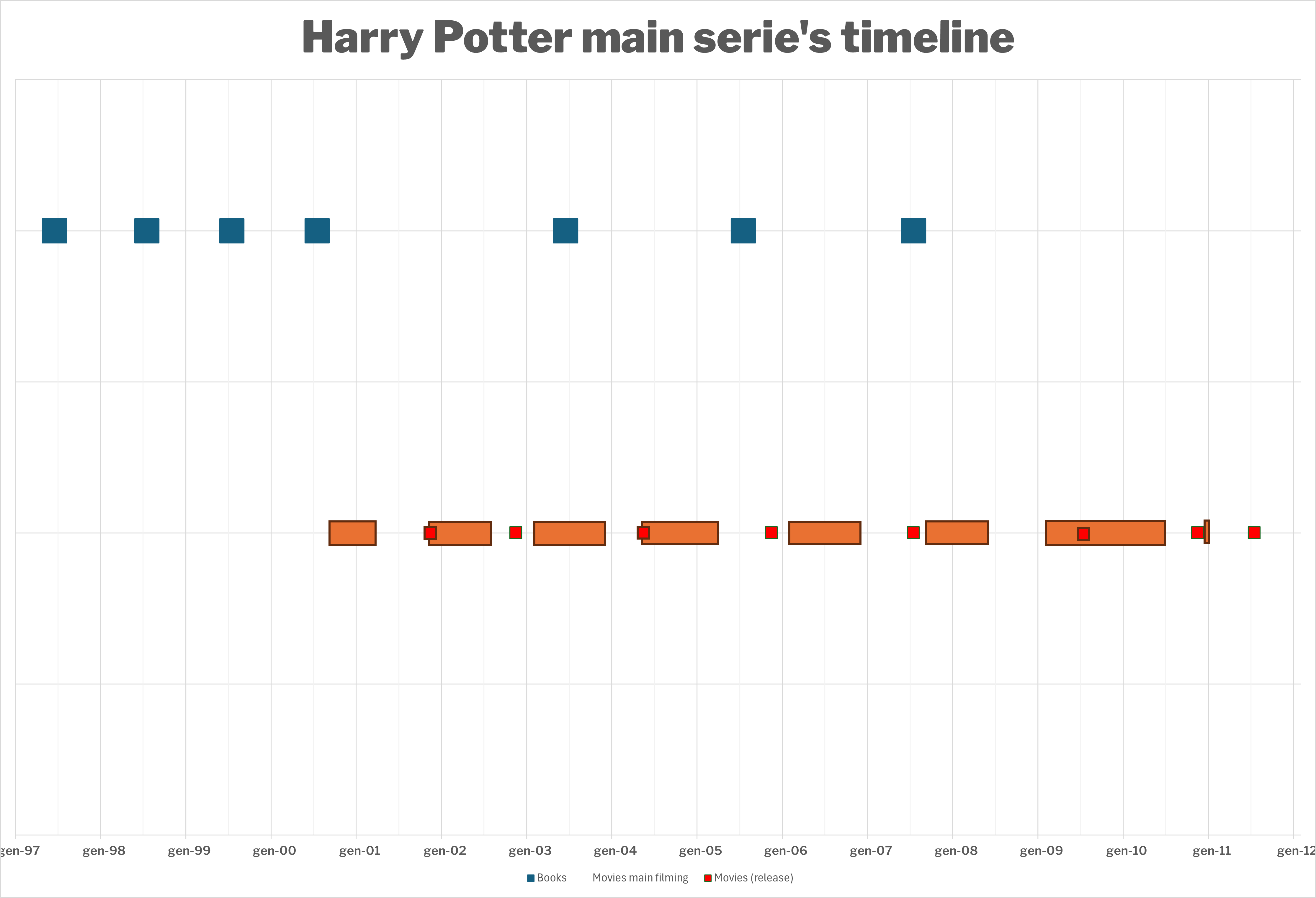
Linea del tempo di uscita dei libri e dei film della serie principale di Harry Potter. Il fatto che i film venissero girati con la serie di libri non ancora completata indusse i registi e i produttori a commettere dei visibili errori di valutazione e narrazione: uno dei più evidenti è legato alle vicende sentimentali di Harry Potter stesso, associato nei film in maniera evidente prima a Hermione Granger e Cho Chang fino al quinto film, per poi essere repentinamente associato a Ginny Weasley solo dal sesto (girato dopo l'uscita dell'ultimo libro).

Le riprese della serie iniziarono ai Leavesden Studios, Hertfordshire, Inghilterra nel settembre 2000 e si conclusero nel dicembre 2010, con la post-produzione del film finale durata fino all'estate 2011. I Leavesden Studios erano il set principale per le riprese di Harry Potter e hanno aperto al pubblico come un tour nel 2012 (cambiando nome in Warner Bros. Studios, Leavesden).

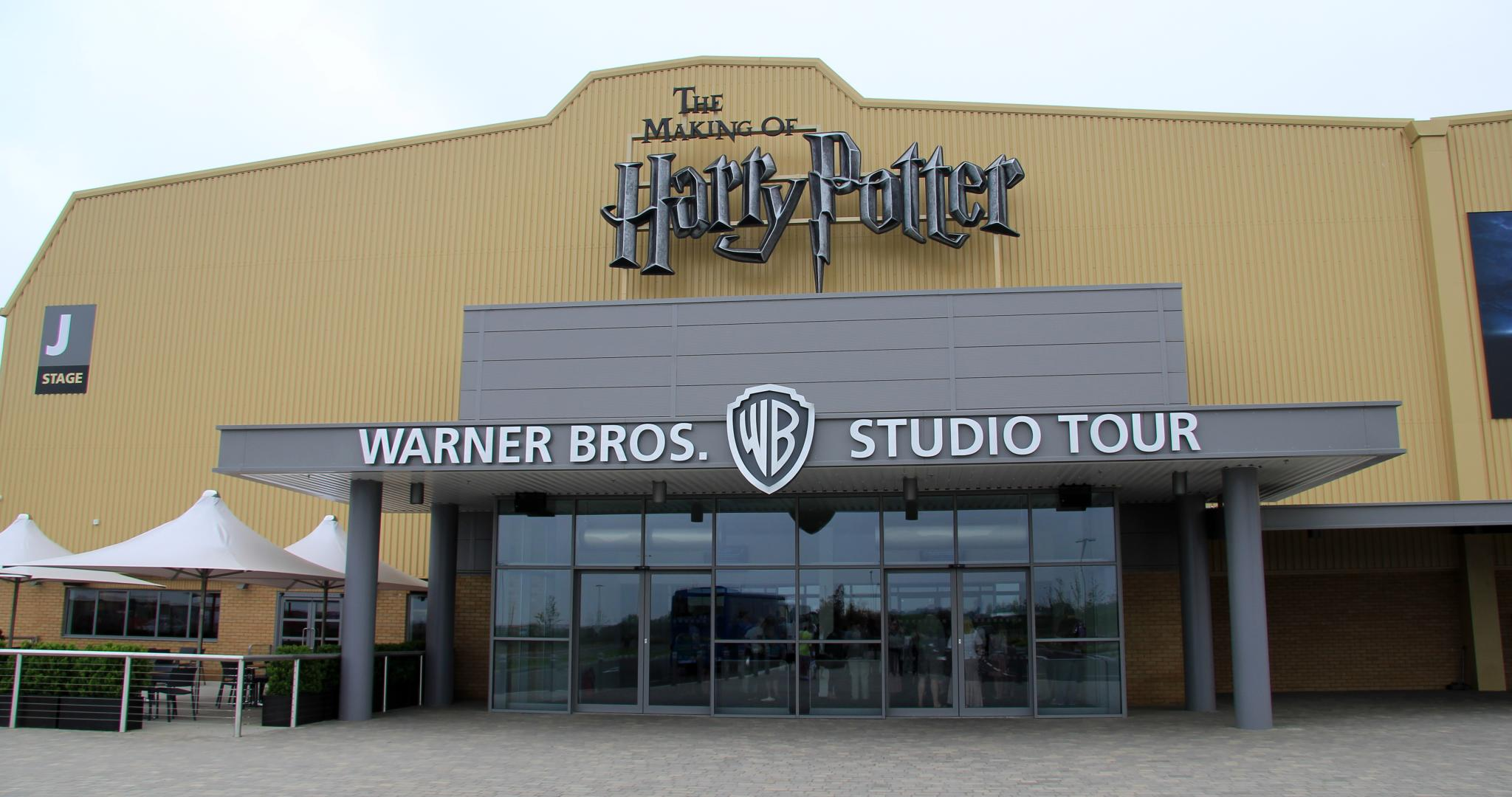
Warner Bros. Studios, Leavesden, set principale dei film di Harry Potter

David Heyman ha prodotto tutti i film della serie con la sua società di produzione, Heyday Films, mentre David Barron si unì alla serie come produttore esecutivo nella Camera dei Segreti e nel Calice di Fuoco. Barron è stato successivamente nominato produttore negli ultimi quattro film. Chris Columbus è stato produttore esecutivo dei primi due film insieme a Mark Radcliffe e Michael Barnathan ed è stato un produttore del terzo film insieme a Heyman e Radcliffe. Altri produttori esecutivi sono stati Tanya Seghatchian e Lionel Wigram. A J. K. Rowling, autrice della serie, è stato chiesto di diventare una produttrice per il Calice di Fuoco, ma ha rifiutato. Tuttavia, ha accettato il ruolo nelle due parti dei Doni della Morte.
La Heyday Films e la società di Columbus 1492 Pictures collaborarono con Duncan Henderson Productions nel 2001, Miracle Productions nel 2002 e P di A Productions nel 2004. Anche se il Prigioniero di Azkaban è stato l'ultimo film prodotto dalla 1492 Pictures, Heyday Films ha continuato con il franchising e ha collaborato con Patalex IV Productions nel 2005. Il sesto film della serie, il Principe Mezzosangue, è stato il film più costoso da produrre fino al 2009.
La Warner Bros. ha diviso il settimo e ultimo romanzo della serie, I Doni della Morte, in due parti cinematografiche. Le due parti sono state girate con continuità da inizio 2009 fino all'estate 2010, con il completamento delle nuove riprese aggiuntive il 21 dicembre 2010; questo ha segnato la fine delle riprese di Harry Potter. Heyman ha dichiarato che I Doni della Morte è stato "girato come un unico film" nonostante sia stato realizzato in due lungometraggi.
Tim Burke, il supervisore degli effetti visivi della serie, ha detto sulla produzione di Harry Potter: "È stata questa grande famiglia, penso che ci siano state più di settecento persone che lavoravano a Leavesden, una piccola industria di per sé". David Heyman ha detto "Quando il primo film è uscito in nessun modo avrei pensato che avremmo fatto otto film. Non sembrava fattibile fino alla produzione del quarto". Nisha Parti, il consulente di produzione del primo film, ha detto che Heyman "ha fatto il primo film nel modo in cui lo studio Warner Bros. ha voluto farlo". Dopo il successo del film a Heyman è stata data "più libertà".
Uno degli obiettivi dei registi dall'inizio della produzione è stato quello di sviluppare la maturità dei film. Chris Columbus ha dichiarato: "Ci siamo resi conto che questi film sarebbero diventati progressivamente più oscuri. Ancora una volta, noi non sapevamo quanto, ma ci siamo resi conto che, come i bambini crescono, così i film diventano un po' più duri e più oscuri". Questo è emerso con i successivi tre registi che avrebbero lavorato sulla serie negli anni successivi dove i film iniziano ad affrontare temi come la morte, il tradimento, il pregiudizio e la corruzione politica.

### Registi
Dopo che Chris Columbus ebbe finito di lavorare a Harry Potter e la Pietra Filosofale, fu ingaggiato per dirigere il secondo film, Harry Potter e la camera dei segreti. La produzione iniziò una settimana dopo l'uscita del primo film. Columbus venne scelto per dirigere tutti gli episodi della serie, tuttavia non volle dirigere il terzo film, spostandosi alla posizione di produttore, in quanto il regista sostenne di essere stato "consumato" dai primi film. Il ruolo di regista fu quindi assegnato ad Alfonso Cuarón, il quale era inizialmente nervoso di dovere dirigere un episodio poiché non aveva né letto i libri, né visto i film in precedenza. Dopo avere letto la serie cambiò idea.

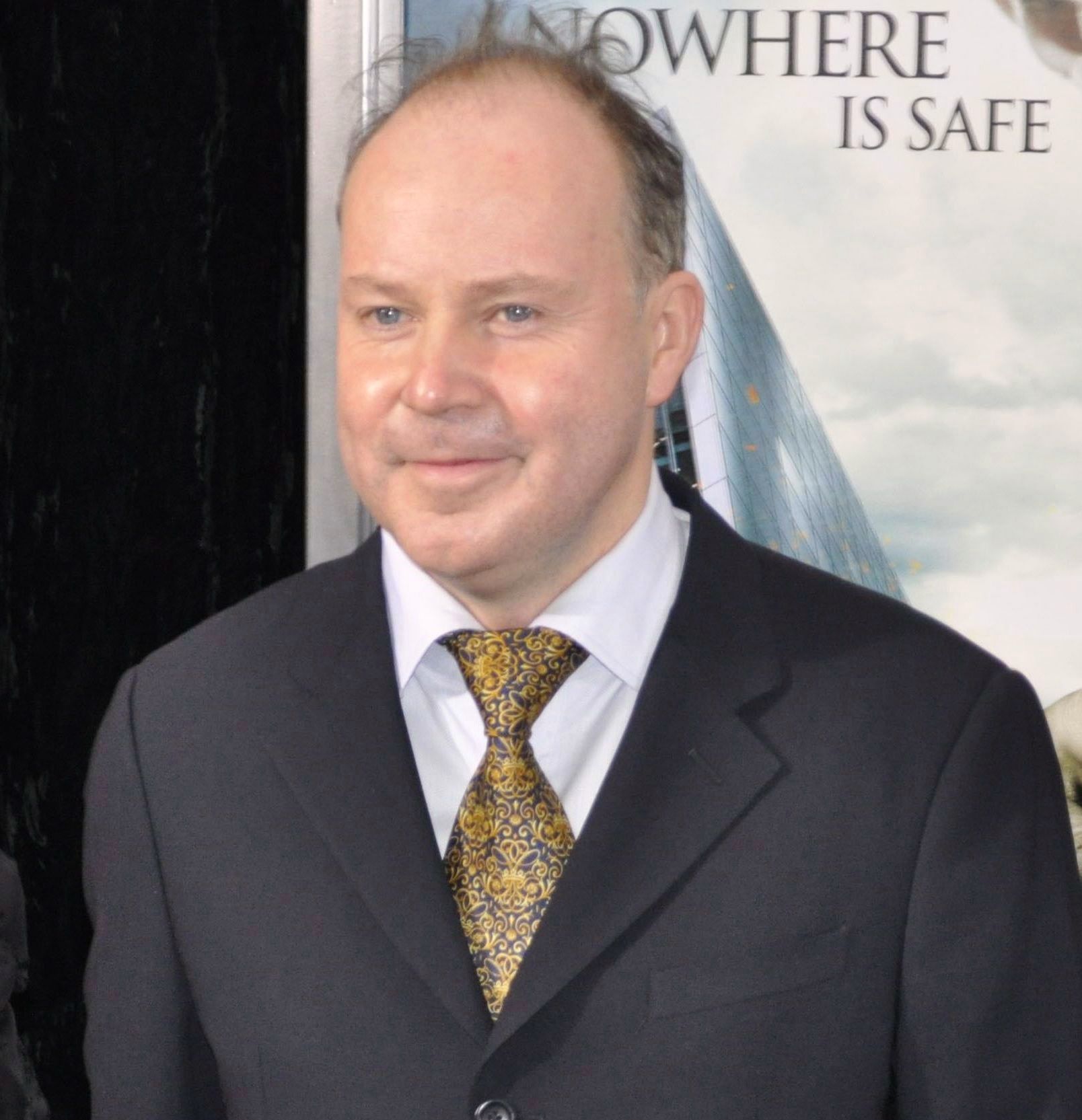
David Yates, regista di quattro film su otto della serie, e regista dei prequel tratti dal libro Gli animali fantastici: dove trovarli

Cuarón decise di non dirigere il quarto capitolo, Harry Potter e il Calice di Fuoco, perciò per la prima volta si affidò l'incarico a un regista britannico, Mike Newell. Newell era già stato preso in considerazione per la regia del primo film, ma aveva rifiutato. Gli ultimi quattro film (Harry Potter e l'Ordine della Fenice, Harry Potter e il Principe Mezzosangue e Harry Potter e i Doni della Morte, parte 1 e 2), invece, furono affidati a David Yates, che è stato il regista a dirigere più di un film dopo Chris Columbus.
Chris Columbus ha detto che la sua visione dei primi due film era quella di un "libro di fiabe d'oro, un look vecchio stile", mentre Alfonso Cuarón ha cambiato il tono della serie, desaturando la tavolozza dei colori e ampliando il paesaggio intorno a Hogwarts. Mike Newell ha deciso di dirigere il quarto film come "un thriller paranoico", mentre David Yates ha voluto "portare un senso di pericolo nel mondo". Cuarón, Newell e Yates hanno detto che la sfida è stata trovare un equilibrio nel fare i film in base alla loro visione individuale lavorando però all'interno di un mondo cinematografico già stabilito da Columbus.
David Heyman ha commentato la "generosità dei registi" nelle fasi di passaggio, rivelando che Chris ha trascorso del tempo con Alfonso, Alfonso ha trascorso del tempo con Mike e Mike ha trascorso del tempo con David, mostrandogli una versione precoce del film, parlando di che cosa significa essere un regista e come sia stata la realizzazione del film.
David Heyman ha anche detto "Penso che Chris Columbus sia stata la scelta più conservativa dal punto di vista dello studio. Ma ha espresso vera passione." La produttrice Tanya Seghatchian ha detto che erano "più avventurosi" nella scelta di un regista per il terzo film andando dritti su Alfonso Cuarón. David Yates ha diretto i film finali dopo che David Heyman aveva pensato che lui fosse in grado di gestire il materiale tagliente, emotivo e politico dei romanzi successivi.
Tutti i registi si sono sostenuti a vicenda. Chris Columbus ha elogiato lo sviluppo dei personaggi nei film, mentre Alfonso Cuarón ammirava la "poesia silenziosa" dei film di David Yates. Mike Newell ha osservato che ciascun regista aveva un eroismo diverso e David Yates vede i primi quattro film "con doveroso rispetto". Daniel Radcliffe ha detto di Yates "ha preso il fascino dei film di Chris e il fascino visivo di tutto ciò che Alfonso ha fatto e il fondo britannico del film diretto da Mike Newell" e ha aggiunto "il suo senso" di realismo.

### Sceneggiature
Steve Kloves ha scritto le sceneggiature di tutti i film a eccezione di quella del quinto, che è stata scritta da Michael Goldenberg. Kloves ha avuto l'assistenza diretta di J. K. Rowling, anche se lei gli ha permesso ciò che ha descritto come "ampio spazio di manovra". La Rowling chiese a Kloves di essere fedele allo spirito dei libri, così che la trama e il tono di ogni film e il suo corrispondente libro fossero praticamente identici, anche se con modifiche e omissioni per finalità di stile cinematografico, di tempo e di budget. Anche Michael Goldenberg, che era stato inizialmente considerato per adattare il primo romanzo prima che lo studio lo affidasse a Kloves, ha ricevuto suggerimenti dalla Rowling durante il suo adattamento del quinto libro.

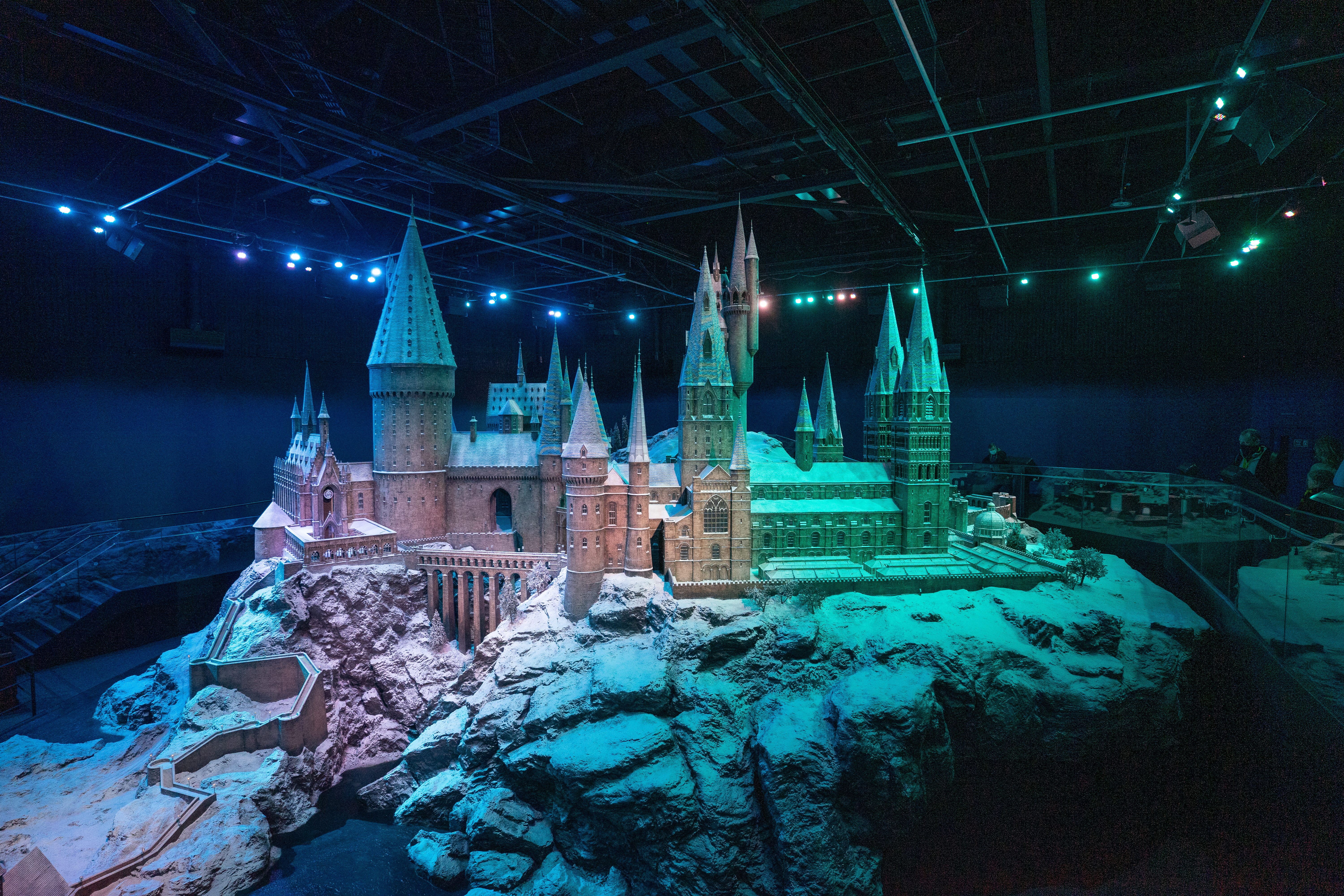
Modello di Hogwarts

David Heyman ha spiegato brevemente il passaggio libro-film. Ha commentato il coinvolgimento della Rowling nella serie, affermando che aveva capito che "libri e film sono diversi" ed era "il miglior supporto" che un produttore potesse avere. La Rowling ha dato l'approvazione generale sugli script, che sono stati visualizzati e discussi dal regista e dai produttori. Heyman ha anche detto che Kloves è stato la chiave nel processo di adattamento dei romanzi e che alcuni aspetti necessari sono stati esclusi a causa della decisione dei produttori di mantenere la visione principale sul cammino di Harry come personaggio, dando ai film una struttura definita. Heyman ha detto che alcuni fan "non comprendono il processo di adattamento", e che ai produttori sarebbe piaciuto "mettere tutto" dei libri nei film, ma ha osservato che non era possibile perché non avevano "né il tempo, né la struttura cinematografica" per farlo. Ha concluso dicendo che l'adattamento di un romanzo per il cinema è "un processo realmente complesso".
A causa del fatto che i film sono stati girati mentre i romanzi venivano pubblicati, i realizzatori non avevano idea del finale della storia fino all'uscita del romanzo finale nel 2007. Kloves ha parlato del suo rapporto con la Rowling nell'adattamento dei romanzi dicendo: "La cosa è di Jo, che è notevole per una persona che non aveva esperienza con il processo di realizzazione cinematografica. Abbiamo avuto una conversazione nel primo giorno in cui l'ho incontrata dove ha detto: 'Io so che i film non possono essere i libri... perché so cosa sta per succedere ed è impossibile portarlo completamente sullo schermo. Vi chiedo di essere fedeli ai personaggi, questo è tutto ciò che mi interessa". Kloves ha anche detto: "Non so che cosa mi ha costretto a dire questo [alla Rowling], ma ho detto 'Il mio personaggio preferito non è Harry. Il mio personaggio preferito è Hermione.' E penso che per qualche strana ragione, da quel momento in poi, ha avuto una sorta di fiducia in me".

### Cast
Nel cast, oltre ai tre attori principali, sono presenti Robbie Coltrane come Rubeus Hagrid, Alan Rickman come Severus Piton, Maggie Smith come Minerva McGranitt e Tom Felton come Draco Malfoy. Richard Harris, che ha interpretato Albus Silente nei primi due film, è deceduto il 25 ottobre 2002 ed è stato sostituito in tale ruolo da Michael Gambon. Altri membri del cast ricorrenti sono Helena Bonham Carter nel ruolo di Bellatrix Lestrange, Warwick Davis come Filius Vitious, Ralph Fiennes come Lord Voldemort, Evanna Lynch come Luna Lovegood, Brendan Gleeson come Alastor Moody, Richard Griffiths come Vernon Dursley, Jason Isaacs come Lucius Malfoy, Gary Oldman come Sirius Black, Fiona Shaw come Petunia Dursley, Timothy Spall come Peter Minus, David Thewlis come Remus Lupin, Emma Thompson come Sibilla Cooman, Julie Walters come Molly Weasley, Bonnie Wright come Ginny Weasley, James e Oliver Phelps come Fred e George Weasley, Domhnall Gleeson come Bill Weasley, Alex Crockford come Charlie Weasley e Chris Rankin come Percy Weasley.
Tra i principali membri del cast tecnico ci sono Nick Dudman, progettista delle creature e responsabile make-up, Amanda Knight, make-up designer, Jany Temine, costumista, Fiona Weir, direttore casting, Tim Burke, supervisore degli effetti visivi, Peter Doyle, responsabile colori digitali e Greg Powell, coordinatore degli stunt.

### Scenografie

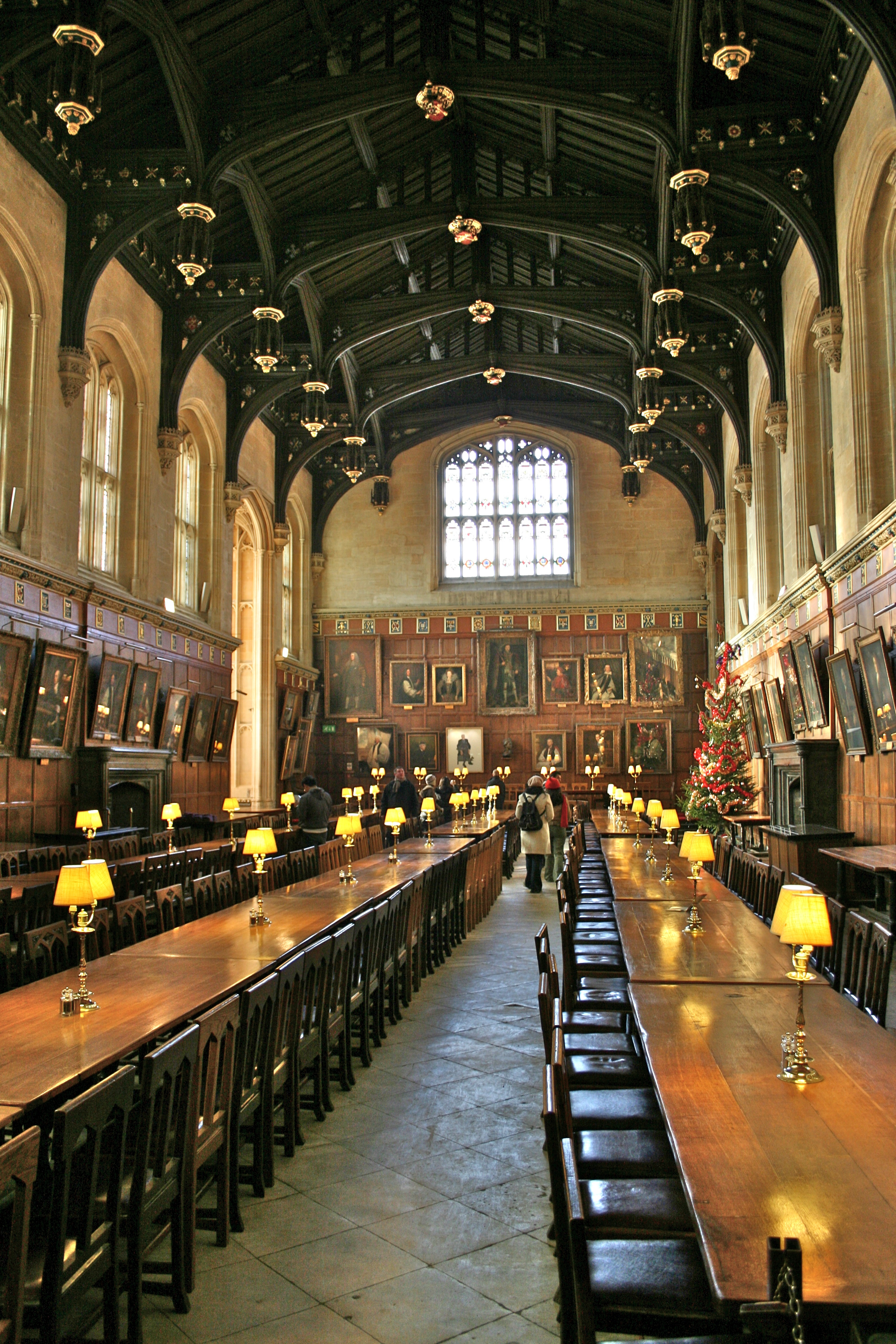
Christ Church a Oxford, ispirazione per il set della Sala Grande a Hogwarts

Lo scenografo per tutti gli otto film è stato Stuart Craig. Assistito da Stephenie McMillan, Craig ha creato iconici set tra cui il Ministero della Magia, la Camera dei Segreti, Villa Malfoy e il layout per la Caverna degli Horcrux realizzata in CGI. Dato che i romanzi venivano pubblicati mentre venivano girati i film a Craig è stato richiesto di ricostruire alcuni set per i film futuri modificando il design di Hogwarts.

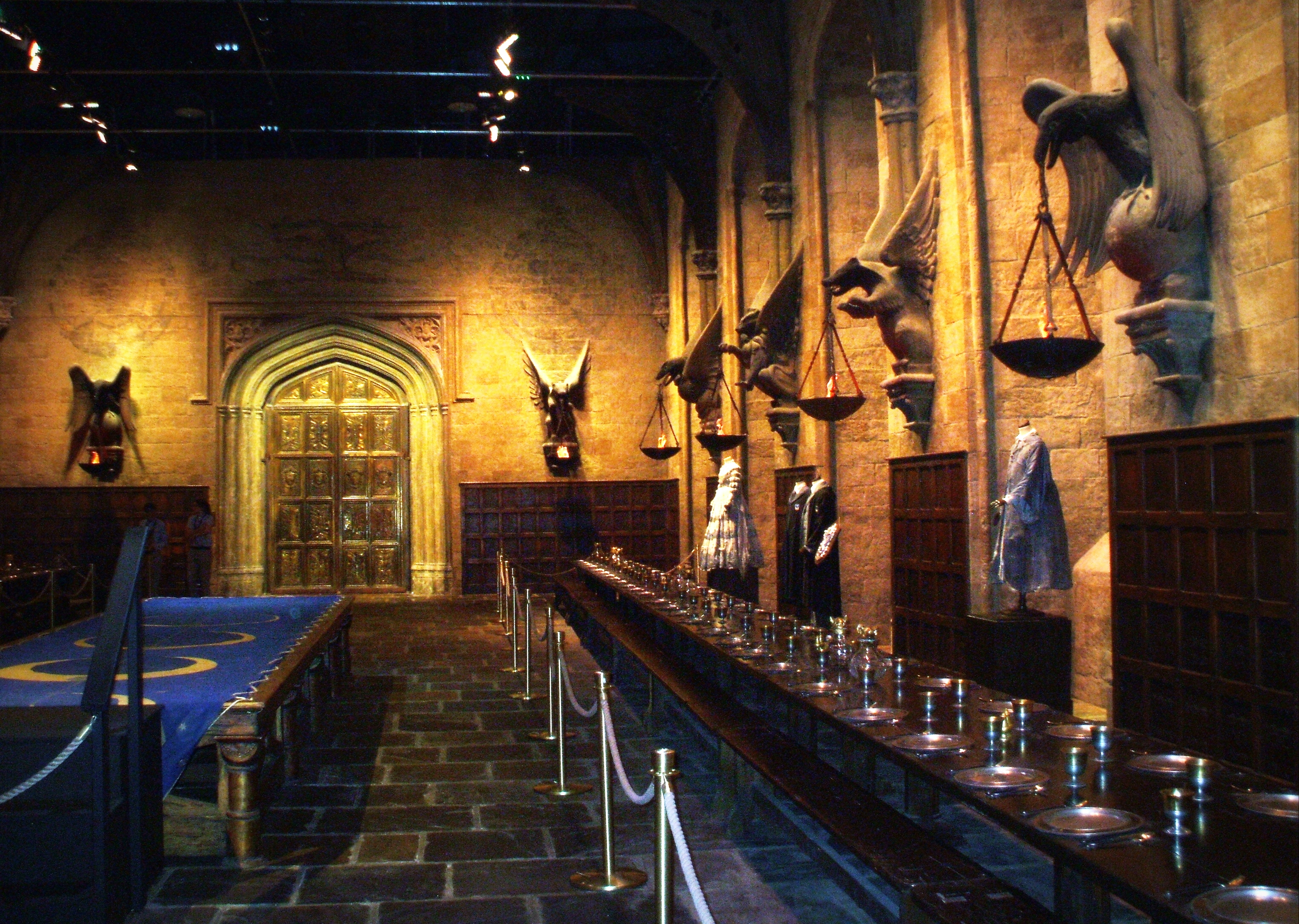
Il set della Sala Grande di Hogwarts, uno dei primi set realizzati per l'intera serie

Craig disse: "Nei primi giorni, ogni volta che avete visto l'esterno di Hogwarts, era una miniatura che è stata realizzata da artigiani e occupava una ampia scena. Abbiamo finito con un profilo di come Hogwarts sembrasse, uno skyline che in realtà non ho realizzato, non era sempre soddisfacente, e siccome tutti i romanzi venivano scritti mentre si giravano i film ci sono stati nuovi requisiti per gli edifici. La Torre di Astronomia sicuramente non c'era in origine e quindi potevano essere in grado di aggiungere quel pezzo essenziale alla trame e nell'ultimo film avevamo bisogno di un'arena per la battaglia per Hogwarts, del grande cortile esterno raddoppiato, e se si guarda il primo film non c'era. Ci sono state alcune libertà prese con la continuità di Hogwarts". Nell'ultimo film, Craig ha utilizzato un modello digitale, invece di una miniatura per "abbracciare la tecnologia più recente".
Sul metodo di creazione dei set, Craig ha detto che spesso iniziavano con l'abbozzare idee su un foglio di carta bianco. Stephanie McMillan ha anche detto che "ogni film ha sempre avuto un sacco di nuove sfide", citando i cambiamenti nello stile visivo tra registi e direttori della fotografia come esempio, insieme alla storia dei romanzi. Grazie alle descrizioni di J. K. Rowling nei romanzi, Craig ha osservato che la sua "responsabilità era di mettere tutto bene insieme".
Craig ha commentato la sua esperienza di lavoro "Io sono il designer di produzione, ma su un grande film come Harry Potter posso essere il responsabile di 30-35 persone; dal supervisore del direttore artistico, con il suo team di direttori artistici e assistenti, ai disegnatori e disegnatori giovani, e poi i modellisti, scultori e artisti scenici". Disse "Dieci anni sono passati, tutti i disegni di Harry Potter sono stati fatti a matita". Ha detto che il processo è cambiato leggermente nel corso degli anni a causa di ciò che chiama, la "rivoluzione digitale" di fare cinema.
Quando le riprese della serie sono terminate, alcuni dei set di Craig sono stati ricostruiti o trasportati per essere visualizzati al Warner Bros. Studio Tour.

### Fotografia
Ci sono stati sei diversi direttori della fotografia per la serie: John Seale ha lavorato al primo film, Roger Pratt al secondo e quarto; Michael Seresin al terzo; Sławomir Idziak al quinto; Bruno Delbonnel al sesto ed Eduardo Serra al settimo e ottavo. Delbonnel era stato considerato per tornare per entrambe le parti dei Doni della Morte, tuttavia ha rifiutato e ha dichiarato che aveva "paura di ripetere" se stesso. La fotografia di Delbonnel in Il Principe Mezzosangue ha fatto guadagnare alla serie la sua unica candidatura all'Oscar per la migliore fotografia. Mentre la serie progrediva, ogni fotografia ha affrontato la sfida di ripresa e illuminazione dei vecchi set (che erano stati utilizzati fin dai primi film) in modi unici e diversi. Chris Columbus ha detto che la 'colorazione vivida è diminuita in ogni film, riflettendo un mondo più reale.
Michael Seresin ha commentato così il cambio di stile di visualizzazione dai primi due film al Prigioniero di Azkaban: "L'illuminazione riflette lo stato d'animo, con più ombre e cross-illuminazione". Seresin e Alfonso Cuarón si sono allontanati dalla fotografia fortemente colorata e vivace dei primi due film e hanno posto le basi per i successivi cinque film, con l'illuminazione sempre più debole e la tavolozza dei colori più in sordina con il lavoro di Roger Pratt sul quarto film. Sławomir Idziak ha realizzato il quinto film con una fredda tinta blu che riflette la desolazione della storia e, dopo avere confrontato una serie di fotocamere digitali con la pellicola 35 mm, Bruno Delbonnel ha deciso di girare il sesto film, Principe Mezzosangue, su pellicola piuttosto che nel formato digitale sempre più popolare. Questa decisione è stata mantenuta per le due parti dei Doni della Morte con Eduardo Serra, che ha detto che preferiva lavorare con la pellicola, perché era "tecnicamente più accurata e affidabile".
Poiché la maggior parte dei Doni della Morte si svolge in vari luoghi lontano da Hogwarts, David Yates ha voluto "scuotere le cose" utilizzando diverse tecniche fotografiche, come l'utilizzo di telecamere portatili e obiettivi molto ampi. Eduardo Serra ha detto: "A volte stiamo lavorando con elementi ripresi dal gruppo principale, una seconda unità, e l'unità di effetti visivi. Dovete sapere ciò che viene lavorato. Colori, contrasto, eccetera - con precisione matematica." Ha osservato che con "set sorprendenti e la storia" di Stuart Craig i realizzatori potevano non "allontanarsi troppo dallo sguardo dei precedenti film di Harry Potter".

### Montaggio
Insieme ai continui cambiamenti di direttori della fotografia, ci sono stati cinque montatori in post-produzione nella serie: Richard Francis-Bruce ha lavorato al primo film; Pietro Honess al secondo; Steven Weisberg ha curato il terzo, Mick Audsley il quarto; e Mark Day ha montato i rimanenti film.

### Musica

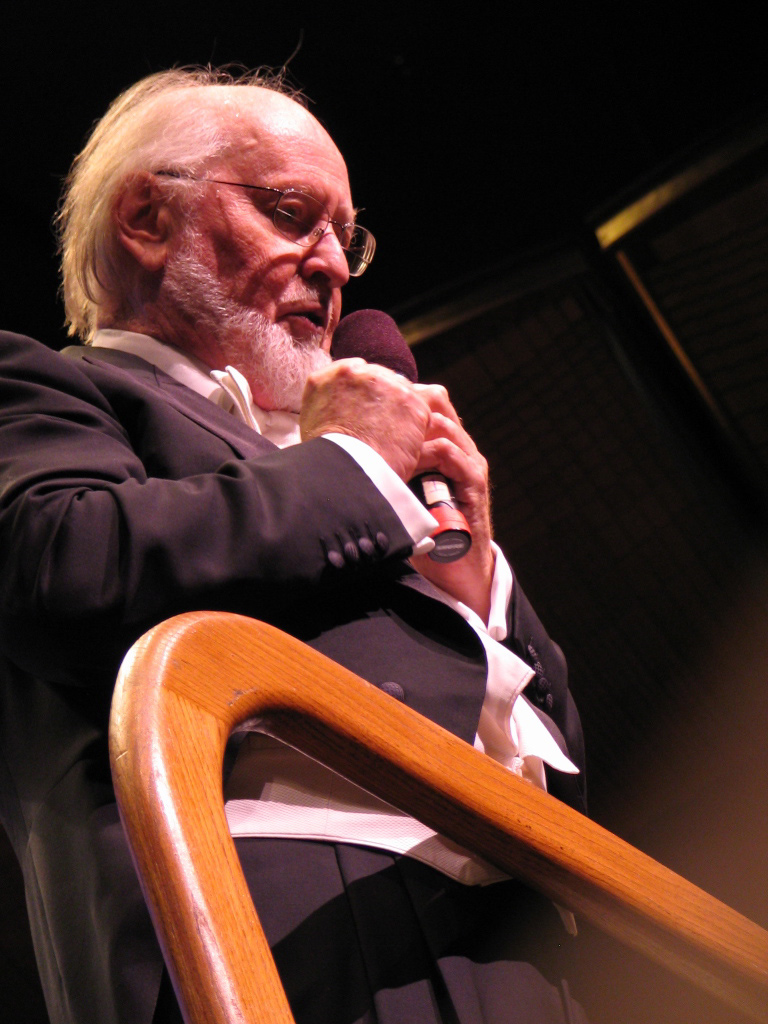
John Williams, compositore dei primi tre film, ha ricevuto una candidatura all'Oscar per il primo e terzo film

La colonna sonora della serie di Harry Potter ha avuto quattro compositori. John Williams è stato il primo compositore a entrare nella serie ed è noto per la creazione del tema principale Hedwig's Theme, presente all'inizio di ogni film e ciclicamente all'interno delle pellicole. Williams ha composto la musica per i primi tre film: La pietra filosofale, La camera dei segreti e Il prigioniero di Azkaban. Il secondo episodio è stato però adattato e diretto da William Ross a causa di impegni contrastanti di Williams.
Dopo che Williams ha lasciato la serie per dedicarsi ad altri progetti, Patrick Doyle ha realizzato le musiche del quarto capitolo, Il calice di fuoco, che è stato diretto da Mike Newell, con cui Doyle aveva lavorato in precedenza. Nel 2006, Nicholas Hooper ha iniziato a lavorare sulla colonna sonora de L'Ordine della Fenice ricongiungendosi con il vecchio amico regista David Yates. Hooper ha anche composto la colonna sonora de Il principe mezzosangue, ma ha deciso di non tornare per il film finale.
Nel gennaio 2010 è stato confermato che Alexandre Desplat avrebbe composto la colonna sonora di Harry Potter e i Doni della Morte - Parte 1. L'orchestrazione del film è iniziata in estate con Conrad Pope, l'orchestratore dei primi tre film di Harry Potter, che ha collaborato con Desplat. Pope ha commentato che la musica "ricorda i vecchi tempi". Desplat è tornato a comporre Harry Potter e i Doni della Morte - Parte 2 nel 2011.
Il regista David Yates ha dichiarato che voleva che John Williams tornasse alla serie per il finale, ma i loro impegni non hanno coinciso a causa della richiesta urgente di un premontaggio del film. Le sessioni di registrazione finale di Harry Potter hanno avuto luogo il 27 maggio 2011 presso gli Abbey Road Studios con la London Symphony Orchestra, con orchestratore Conrad Pope e compositore Alexandre Desplat.
Doyle, Hooper e Desplat hanno applicato i propri stilemi personali alle loro colonne sonore, pur mantenendo alcuni dei temi di John Williams.

### Effetti visivi
Gli effetti speciali sono stati realizzati da Industrial Light & Magic, Cinesite, Snow Business International, The Visual Effects Company, Framestore CFC, Gentle Giant Studios, Plowman Craven & Associates, Moving Picture Company, Double Negative, The Computer Film Company, Gentle Giant Studios, Jim Henson's Creature Shop, Lidar Services, Mill Films (I), Rhythm & Hues Studios, Smoke and Mirrors, Sony Pictures Imageworks, FBFX, Lidar Services, ReelEye Company, Thousand Monkeys, Baseblack, Machine, Northern Lights Post, Gilderfluke & Co. Inc., BUF Compagnie, Rising Sun Pictures, The Orphanage, Animal Logic, Machine, Ghost VFX, Centroid Motion Capture, Escape Studios, Michael Kaelin & Associates, Motion Control Cameras, Luma Pictures, RISE Visual Effects Studios, Lidar Services, Mova, Daneiam, Foreign Office, Tippett Studio, Gradient Effects, Prime Focus World, Pixel Magic, Sassoon Film Design, ICO VFX, Gener8 3D, i.e. Effects, Hirota Paint Industries. Framestore ha contribuito attraverso lo sviluppo di molte creature e sequenze memorabili per la serie. Cinesite è stata coinvolta nella produzione di effetti sia in miniatura sia digitali per i film. Il produttore David Barron ha detto che "Harry Potter ha creato l'industria di effetti del Regno Unito così come la conosciamo oggi. Nel primo film, tutti gli effetti visivi complicati sono stati fatti sulla costa occidentale degli USA. Ma dal secondo abbiamo fatto un atto di fede e abbiamo dato molto di quello che normalmente sarebbe stato dato ai californiani a quelli del Regno Unito." Tim Burke, il supervisore degli effetti visivi, ha detto che molti studi "stanno portando il loro lavoro alle società di effetti visivi del Regno Unito. Ogni struttura è al completo, e che non era così prima di Harry Potter. È davvero significativo."

### Riprese finali
Il 12 giugno 2010 le riprese di I Doni della Morte - Parte 1 e Parte 2 sono state completate come dichiarato dall'attore Warwick Davis sul suo account Twitter: "La fine di un'era - oggi è ufficialmente l'ultimo giorno di riprese di Harry Potter, mi sento onorato di essere qui per l'ultima volta. Addio Harry & Hogwarts, è stato magico!". Nuove riprese della scena finale sono però state confermate nell'inverno del 2010. Le riprese si sono concluse il 21 dicembre 2010, che segna la chiusura ufficiale delle riprese della serie di Harry Potter. Esattamente quattro anni prima, in quella data, il sito ufficiale di J. K. Rowling ha rivelato il titolo del romanzo finale della serie - Harry Potter e i Doni della Morte.

## Distribuzione
I diritti per i primi quattro romanzi della serie sono stati venduti alla Warner Bros. per 1.000.000 £ da J.K. Rowling. Dopo l'uscita del quarto libro, nel luglio 2000, il primo film, Harry Potter e la pietra filosofale, è stato distribuito il 16 novembre 2001. Nel suo weekend di apertura il film ha incassato 90 milioni di dollari solo negli Stati Uniti, stabilendo un record di apertura in tutto il mondo. I successivi tre adattamenti cinematografici hanno avuto successo finanziario, raccogliendo critiche positive da fan e critici. Il quinto film, Harry Potter e l'Ordine della Fenice, è stato distribuito dalla Warner Bros. l'11 luglio 2007 nei paesi di lingua inglese, fatta eccezione per il Regno Unito e l'Irlanda, dove è uscito il 12 luglio. Il sesto film, Harry Potter e il principe mezzosangue, è stato pubblicato il 15 luglio 2009 con successo di critica e ha finito la sua corsa cinematografica risultando secondo campione di incassi del 2009 nelle classifiche di tutto il mondo.
L'ultimo romanzo, Harry Potter e i Doni della Morte, è stato diviso in due parti cinematografiche: la parte 1 è stata pubblicata il 19 novembre 2010 e la parte 2 il 15 luglio 2011. La parte 1 è stata originariamente concepita per essere distribuita in 3D e 2D, ma a causa di un ritardo nel processo di conversione 3D, la Warner Bros. ha distribuito il film solo in 2D e IMAX cinema. Tuttavia, la parte 2 è stata distribuita nei cinema in 2D e 3D, come inizialmente previsto.

## Accoglienza

### Incassi
Al 2017 la serie di Harry Potter è la terza serie campione di incassi di tutti i tempi, con gli otto film che hanno incassato oltre 7,7 miliardi di dollari in tutto il mondo. La Pietra Filosofale di Chris Columbus è diventato il maggior incasso Harry Potter di tutto il mondo dopo avere terminato il suo ciclo nei cinema nel 2002, ma alla fine è stato sormontato da David Yates con I Doni della Morte - Parte 2, mentre Alfonso Cuarón con Il prigioniero di Azkaban ha incassato il minimo di tutta la serie.
| Film                                        | Data di uscita USA | Incassi ($)                | Incassi ($)                      | Incassi ($)                                | Incassi ($)    | Incassi ($)   | Budget ($) | Fonti                       |
| Film                                        | Data di uscita USA | Regno Unito (incassi in £) | Nord America (biglietti venduti) | Nord America (aggiustato con l'inflazione) | Internazionale | Mondiale      | Budget ($) | Fonti                       |
| ------------------------------------------- | ------------------ | -------------------------- | -------------------------------- | ------------------------------------------ | -------------- | ------------- | ---------- | --------------------------- |
| Harry Potter e la pietra filosofale         | 16 novembre 2001   | 66096060                   | 318886962 (56143200)             | 526061784                                  | 705387798      | 1024465951    | 125000     | [ 76 ] [ 77 ] [ 78 ] [ 79 ] |
| Harry Potter e la camera dei segreti        | 15 novembre 2002   | 54780731                   | 262641637 (45140400)             | 395 968 530                                | 619451675      | 1 015 420 205 | 100000     | [ 80 ] [ 81 ] [ 78 ] [ 79 ] |
| Harry Potter e il prigioniero di Azkaban    | 4 giugno 2004      | 45615949                   | 250105651 (40405200)             | 378596724                                  | 556935955      | 807129554     | 130000     | [ 82 ] [ 83 ] [ 78 ] [ 79 ] |
| Harry Potter e il calice di fuoco           | 18 novembre 2005   | 48328854                   | 290469928 (45393400)             | 425336158                                  | 606579415      | 897468399     | 150000     | [ 84 ] [ 85 ] [ 78 ] [ 79 ] |
| Harry Potter e l'Ordine della Fenice        | 11 luglio 2007     | 49136969                   | 292382727 (42654200)             | 399669854                                  | 710671862      | 1003123328    | 150000     | [ 86 ] [ 87 ] [ 78 ] [ 79 ] |
| Harry Potter e il principe mezzosangue      | 15 luglio 2009     | 50713404                   | 302334374 (40261000)             | 381195025                                  | 632436730      | 934867020     | 250000     | [ 88 ] [ 89 ] [ 78 ] [ 79 ] |
| Harry Potter e i Doni della Morte - Parte 1 | 19 novembre 2010   | 52364075                   | 296374621 (37202700)             | 438 215 753                                | 664442949      | 1 057 658 702 | 120000     | [ 90 ] [ 91 ] [ 78 ] [ 79 ] |
| Harry Potter e i Doni della Morte - Parte 2 | 15 luglio 2011     | 73094187                   | 381447587 (48207200)             | 451701464                                  | 975394569      | 1356962211    | 130000     | [ 92 ] [ 93 ] [ 78 ] [ 79 ] |
| Totale                                      | Totale             | 440130229                  | 2394643487                       | 3334115856                                 | 5471300953     | 7867459715    | 1155000    |                             |

#### Classifica
| Film                                        | Classifica  | Classifica   | Classifica                                 | Classifica | Classifica                    | Classifica                | Classifica                  | Classifica                   | Fonti                |
| Film                                        | Regno Unito | Nord America | Nord America (aggiustata con l'inflazione) | Mondiale   | Anno di uscita (Nord America) | Anno di uscita (mondiale) | Giorno di uscita (mondiale) | Weekend di uscita (mondiale) | Fonti                |
| ------------------------------------------- | ----------- | ------------ | ------------------------------------------ | ---------- | ----------------------------- | ------------------------- | --------------------------- | ---------------------------- | -------------------- |
| Harry Potter e la pietra filosofale         | 22          | 90           | 80                                         | 50         | 1                             | 1                         | 112                         | 94                           | [ 76 ] [ 77 ] [ 78 ] |
| Harry Potter e la camera dei segreti        | 38          | 131          | 145                                        | 77         | 4                             | 2                         | 131                         | 99                           | [ 80 ] [ 81 ] [ 78 ] |
| Harry Potter e il prigioniero di Azkaban    | 62          | 147          | 190                                        | 101        | 6                             | 2                         | 82                          | 84                           | [ 82 ] [ 83 ] [ 78 ] |
| Harry Potter e il calice di fuoco           | 52          | 116          | 142                                        | 72         | 3                             | 1                         | 71                          | 71                           | [ 84 ] [ 85 ] [ 78 ] |
| Harry Potter e l'Ordine della Fenice        | 50          | 111          | 166                                        | 53         | 5                             | 2                         | 63                          | 123                          | [ 86 ] [ 87 ] [ 78 ] |
| Harry Potter e il principe mezzosangue      | 48          | 102          | 186                                        | 68         | 3                             | 2                         | 39                          | 121                          | [ 88 ] [ 89 ] [ 78 ] |
| Harry Potter e i Doni della Morte - Parte 1 | 42          | 106          | 120                                        | 62         | 5                             | 3                         | 35                          | 47                           | [ 90 ] [ 91 ] [ 78 ] |
| Harry Potter e i Doni della Morte - Parte 2 | 15          | 50           | 226                                        | 18         | 1                             | 1                         | 6                           | 18                           | [ 92 ] [ 93 ] [ 78 ] |

### Critica
Tutti i film sono stati un successo sia finanziario che di critica, rendendo la serie una delle più importanti di Hollywood come Il Signore degli Anelli, James Bond, Star Wars, Indiana Jones e Pirati dei Caraibi. La serie è apprezzata dal pubblico per il crescendo di oscurità e maturazione con il passare dei film. Tuttavia, le opinioni dei film in generale dividono i fan del libro, con alcuni che preferiscono l'approccio più fedele dei primi due film, e altri che invece apprezzano l'approccio basato su personaggi più caratterizzati dei film successivi.
Alcuni anche sentono la serie "disarticolata" a causa dei cambiamenti di regia e della differente interpretazione di Michael Gambon, nel ruolo di Albus Silente, rispetto a quella di Richard Harris. J.K. Rowling ha espresso costantemente opinioni favorevoli sui film, giudicando i Doni della Morte come il suo preferito della serie. Ha scritto sul suo sito internet a proposito dei cambiamenti nella transizione libro-film: "è semplicemente impossibile incorporare tutte le mie storie in un film che deve essere tenuto sotto le quattro ore. Ovviamente i film hanno restrizioni, i romanzi non hanno vincoli di tempo e di budget".

#### Voti dai siti di recensioni
| Film                                        | Rotten Tomatoes     | Metacritic        | CinemaScore | BFCA                  |
| ------------------------------------------- | ------------------- | ----------------- | ----------- | --------------------- |
| Harry Potter e la pietra filosofale         | 80% (202 recensori) | 65 (37 recensori) | A           | 90% (Recommended)     |
| Harry Potter e la camera dei segreti        | 82% (238 recensori) | 63 (35 recensori) | A+          | 84% (Recommended)     |
| Harry Potter e il prigioniero di Azkaban    | 90% (262 recensori) | 82 (40 recensori) | A           | 84% (Recommended)     |
| Harry Potter e il calice di fuoco           | 88% (257 recensori) | 81 (38 recensori) | A           | 87% (Recommended)     |
| Harry Potter e l'Ordine della Fenice        | 78% (257 recensori) | 71 (37 recensori) | A-          | 82% (Recommended)     |
| Harry Potter e il principe mezzosangue      | 83% (281 recensori) | 78 (36 recensori) | A-          | 87% (Critic's Choice) |
| Harry Potter e i Doni della Morte - Parte 1 | 77% (289 recensori) | 65 (42 recensori) | A           | 87% (Critic's Choice) |
| Harry Potter e i Doni della Morte - Parte 2 | 96% (334 recensori) | 85 (41 recensori) | A           | 93% (Critic's Choice) |
| Media                                       | 85%                 | 74                | A           | 87%                   |

### Riconoscimenti
Al 64º British Academy Film Awards nel febbraio 2011, J.K. Rowling, David Heyman, David Barron, David Yates, Alfonso Cuarón, Mike Newell, Rupert Grint ed Emma Watson hanno ritirato il Premio Michael Balcon per il Contributo Britannico al Cinema per la serie.
L'American Film Institute, inoltre, ha riconosciuto all'intera serie un premio speciale all'American Film Institute Awards nel 2011. Premi speciali "sono dati per altissimi meriti nel campo del cinema che non rientrano in criteri di AFI per gli altri premiati". Nel suo comunicato stampa, l'istituto elogia il film come "una serie punto di riferimento, otto film che hanno guadagnato la fiducia di una generazione che ha voluto che i libri prediletti di JK Rowling prendessero vita sullo schermo".
Harry Potter è stato premiato anche dal BAFTA Los Angeles Britannia Awards, con David Yates che ha vinto il Premio per l'Eccellenza Artistica Britannia per la regia dei suoi quattro Harry Potter. Nonostante la serie non abbia vinto alcun Oscar, sei degli otto film sono stati candidati per un totale di dodici Oscar.
| Film                                        | Candidature all'Oscar                                                       | Candidati all'Oscar | Cerimonia degli Oscar |
| ------------------------------------------- | --------------------------------------------------------------------------- | --- | --------------------- |
| Harry Potter e la pietra filosofale         | Miglior scenografia Migliori costumi Miglior colonna sonora                 | Stuart Craig e Stephenie McMillan Judianna Makovsky John Williams                                                                   | 74th Academy Awards   |
| Harry Potter e il prigioniero di Azkaban    | Miglior colonna sonora Migliori effetti speciali                            | John Williams Roger Guyett, Tim Burke, John Richardson e Bill George                                                                | 77th Academy Awards   |
| Harry Potter e il calice di fuoco           | Miglior scenografia                                                         | Stuart Craig e Stephenie McMillan                                                                                                   | 78th Academy Awards   |
| Harry Potter e il principe mezzosangue      | Miglior fotografia                                                          | Bruno Delbonnel | 82nd Academy Awards   |
| Harry Potter e i Doni della Morte - Parte 1 | Miglior scenografia Migliori effetti speciali                               | Stuart Craig e Stephenie McMillan Tim Burke, John Richardson, Christian Manz e Nicolas Aithadi                                      | 83rd Academy Awards   |
| Harry Potter e i Doni della Morte - Parte 2 | Miglior scenografia Miglior trucco e acconciatura Migliori effetti speciali | Stuart Craig e Stephenie McMillan Nick Dudman, Amanda Knight e Lisa Tomblin Tim Burke, David Vickery, Greg Butler e John Richardson | 84th Academy Awards   |

Alcuni critici, appassionati e pubblico generale hanno espresso disappunto per il fatto che la serie non abbia ottenuto alcun Academy Awards. Nonostante questo, la serie ha ottenuto successo in molte altre cerimonie di premiazione, tra cui l'annuale Saturn Awards e Art Directors Guild Awards. La serie ha anche guadagnato un totale di 24 candidature ai British Academy Film Awards, presentato all'annuale BAFTA, vincendo solo quello per i migliori effetti speciali visivi per I Doni della Morte - Parte 2, e 5 candidature ai Grammy Award.

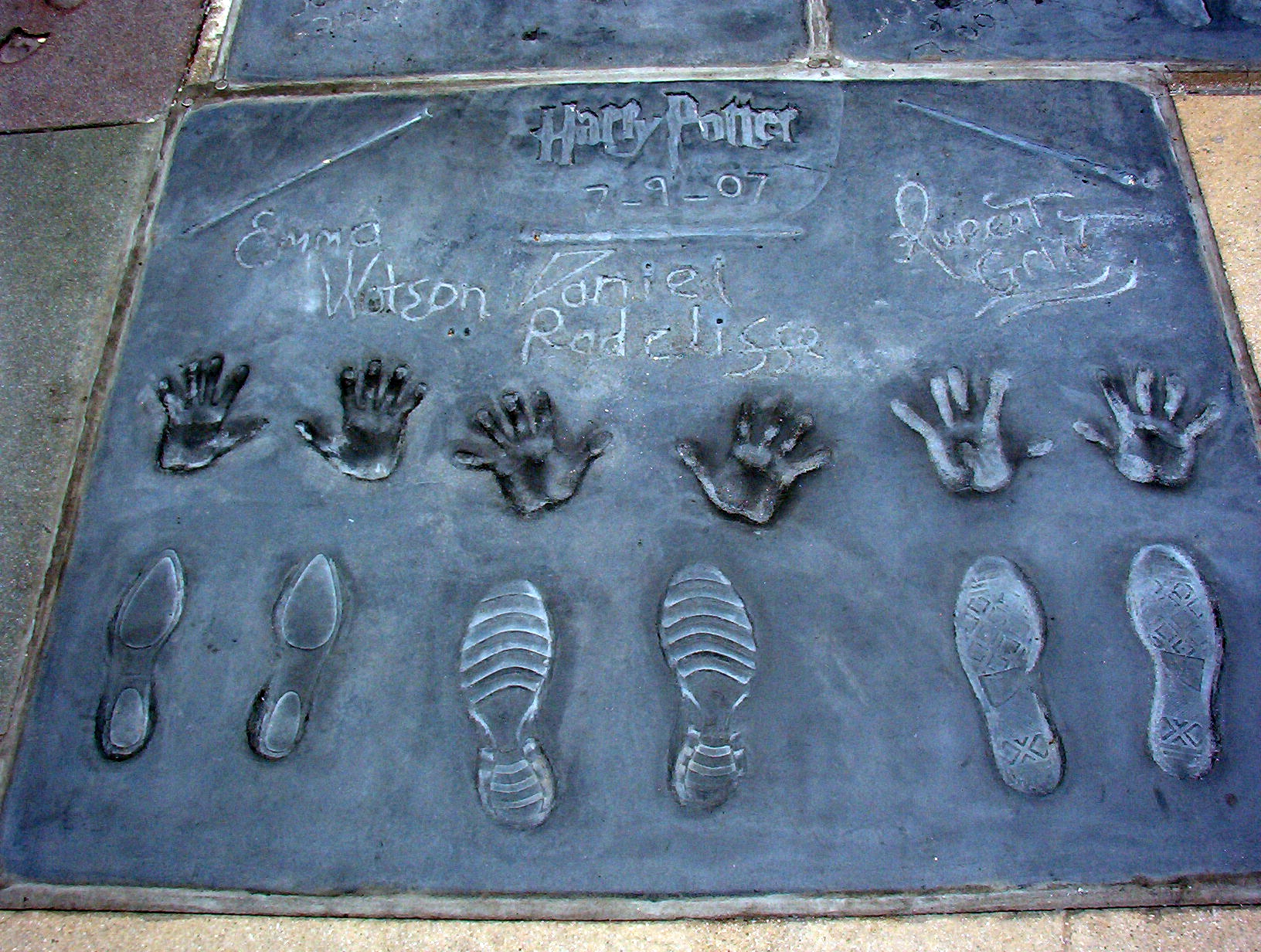
Daniel Radcliffe, Rupert Grint ed Emma Watson sono stati premiati presso il Grauman's Chinese Theatre con Mano, Piede e Bacchetta alla Hollywood Walk of Fame nel luglio 2007

La Pietra Filosofale ottenne sette candidature ai BAFTA Award, tra cui miglior film britannico e miglior attore non protagonista per Robbie Coltrane. Il film è stato anche candidato per otto Saturn Awards e ha vinto quello per i costumi. È stato anche candidato al Art Directors Guild Award per il suo design di produzione e ha ricevuto il Broadcast Film Critics Award per il miglior film per famiglie insieme ad altre due candidature.
La Camera dei segreti ha vinto il premio per il Miglior film per famiglie al Phoenix Film Critics Society. È stato candidato a sette premi Saturn tra cui miglior regia e miglior film fantasy. Il film è stato candidato a quattro premi BAFTA e un premio Grammy per la colonna sonora di John Williams.
Il Prigioniero di Azkaban ha vinto un premio del pubblico ai BAFTA Awards, così come miglior film. Il film ha vinto anche un premio Musica Film BMI, oltre a essere stato candidato ai Grammy Awards, ai Visual Effect Society Awards e ai premi Amanda.
Il Calice di Fuoco ha vinto un premio BAFTA per la migliore scenografia, oltre a essere candidato ai Saturn Awards, Critic's Choice Awards e ai Visual Effects Society Awards.
L'Ordine della Fenice vinse tre premi agli ITV National Movie Awards. Agli Impero Awards, David Yates ha vinto quello per il miglior regista. Il compositore Nicholas Hooper ha ricevuto una candidatura al World Soundtrack Discovery Award. Il film è stato candidato ai BAFTA Awards per la migliore scenografia e migliori effetti speciali visivi.
Il Principe Mezzosangue è stato candidato per i BAFTA Awards nella produzione e di effetti visivi, ed era nelle longlists per diverse altre categorie, tra cui miglior attore non protagonista per il Alan Rickman. Tra le altre candidature e vittorie, il film ha anche ottenuto il miglior film per famiglie presso il National Movie Awards, così come Best Live Action Family Film al Phoenix Film Critics Society Awards, oltre a essere candidato per il miglior film ai Satellite Award.
I Doni della Morte - Parte 1 ha guadagnato due candidature ai BAFTA Awards per il miglior make-up e capelli e migliori effetti speciali, oltre a ricevere candidature per le medesime categorie ai Broadcast Film Critics Association Awards. La fotografia di Eduardo Serra e la sceneggiatura di Stuart Craig design di produzione sono stati inoltre candidati in varie cerimonie di premiazione e David Yates ha raggiunto la sua seconda vittoria agli Empire Awards, questa volta per il miglior film fantasy. Ha ottenuto anche un'altra candidatura come miglior regista presso gli annuali Saturn Awards, che ha visto il film ottenere anche una candidatura come miglior film fantasy. I Doni della Morte - Parte 2 è stato premiato anche ai Saturn Awards, nonché ai premi BAFTA, dove il film ha raggiunto una vittoria per i migliori effetti speciali visivi.

## Sequel

### Harry Potter e la maledizione dell'erede
Nel 2021 il regista dei primi due film Chris Columbus pensò a un film con il cast originale basato sull'opera teatrale, ma J.K.Rowling era impegnata con il regista David Yates per il film Animali fantastici - I segreti di Silente.
Nel 2023 J.K. Rowling annuncia che verso la fine del 2026 uscirà Harry Potter (serie TV) Prodotta dall' HBO Max.

## Spin-off/Prequel
Il 12 settembre 2013, la Warner Bros. ha confermato che J.K. Rowling stava scrivendo una sceneggiatura basata sul suo libro Gli animali fantastici: dove trovarli e le avventure del suo autore fittizio Newt Scamandro. Ambientato 70 anni prima delle avventure di Harry Potter, il film segna il debutto alla sceneggiatura della Rowling ed è pensato come il primo film di una nuova serie. Il film è uscito nel novembre 2016 e si intitola Animali fantastici e dove trovarli. La Rowling ha poi dichiarato che Animali fantastici e dove trovarli farà parte di una saga di cinque film. Nel 2018, è uscito il sequel, Animali fantastici - I crimini di Grindelwald. Un terzo ed ultimo film è uscito nel 2022, intitolato Animali fantastici - I segreti di Silente.

## Modifiche dell'adattamento italiano
Proprio come nei libri da cui la saga cinematografica è tratta (entrambi inglesi britannici), diversi personaggi hanno subito delle modifiche nei loro nomi. Esempi più noti e ricorrenti sono Albus Dumbledore noto in italiano come Albus Silente, Severus Snape come Severus Piton, Minerva McGonagall come Minerva McGranitt, Neville Longbottom come Neville Paciock, Peter Pettigrew come Peter Minus, Cornelius Fudge come Cornelius Caramell, Argus Filch e Mrs. Norris come Argus Gazza e Mrs. Purr, e Tom Marvolo Riddle (Lord Voldemort) come Tom Orvoloson Riddle. Anche i goblin della banca dei maghi Gringott vengono chiamati semplicemente "folletti" nell'adattamento italiano.
Particolarmente negli ultimi film, inoltre, anche gli studenti che sono nella loro medio-tarda adolescenza vengono chiamati "bambini", e ciò può avere connotazioni offensive o addirittura ageiste. Questo potrebbe essere dovuto al fatto che, soprattutto nella lingua inglese britannica, la parola "child" ha più di un significato, "bambino", "ragazzo", "ragazzino" o "giovane", e la traduzione universalmente più usata e accettata in Italia è appunto "bambino". Un altro esempio simile di parola avente a che fare con l'età è "geezer". In America, ad esempio, "geezer" è un modo ironico e spesso deliberatamente offensivo e spregiativo di chiamare una persona anziana, mentre in Regno Unito è principalmente usato per indicare un "uomo" o "tipo" casuale, ma in altri contesti si usa per indicare qualcuno di "eccentrico", "stravagante", "originale", "strampalato", "strambo" o "bislacco".